# Ultramagnetic MCs
Ultramagnetic MCs är en hiphopgrupp från Bronx, New York som har funnits av och till sedan 1984.
Gruppen har splittrats och återuppstått ett antal gånger, bland tidigare medlemmar finns:
Rooney Roon, Ronnie T och Tim Dog.

## Critical Beatdown
Deras första album var banbrytande främst genom gruppens producent Ced Gees nyskapande användande av samplingar. 

## Diskografi

### Studioalbum
- 1988 - Critical Beatdown
- 1992 - Funk Your Head Up
- 1993 - The Four Horsemen
- 1994 - The Basement Tapes 1984–1990
- 1996 - New York What Is Funky
- 1996 - Mo Love's Basement Tapes
- 1997 - The B-Sides Companion
- 1998 - Smack My Bitch Up
- 2007 - The Best Kept Secret

### Singlar
- 1984 - "To Give You Love"/"Make You Shake"
- 1986 - "Ego Trippin'"/"Ego Bits"/"Funky Potion"
- 1987 - "Traveling At The Speed of Thought (Original)"/"M.C.'s Ultra (Part Two)"
- 1987 - "Mentally Mad"/"Funky"
- 1988 - "Watch Me Now"/"Feelin' It"
- 1988 - "Ease Back"/"Kool Keith Housing Things"
- 1989 - "Give The Drummer Some"/"Moe Luv Theme"
- 1989 - "Traveling At The Speed Of Thought (Remixes/LP Version)"/"A Chorus Line" (featuring Tim Dog)
- 1991 - "Make It Happen"/"A Chorus Line (Pt. II)"
- 1992 - "Poppa Large (East Coast Remix)/(West Coast Remix)"
- 1993 - "Two Brothers With Checks (San Francisco Harvey)"/"One Two, One Two"
- 1993 - "Raise It Up (featuring Godfather Don)"/"The Saga Of Dandy, The Devil And Day (Black Baseball)"
- 1994 - "I'm Fuckin' Flippin"
- 1997 - "Watch Your Back"
- 2001 - "Make It Rain"/"Mix It Down"
- 2006 - "Mechanism Nice (Born Twice)"/"Nottz"